# Брзо клизање на кратким стазама
Брзо клизање на кратким стазама (енгл. Short-track speed skating) је једна варијанта брзог клизања код којег се клизачи на леду такмиче на кружној стази дужине 111,12 метара, за разлику од стандардног брзог клизања које се изводи на стази дужине 400 m. Овај спорт је познат и под енглеским називом шорт-трак (енгл. short-track).

## Стаза за брзо клизање на кратким стазама
Стаза за овај спорт се најчешће припрема на стандардном хокејашком терену, који је димензија 60x30 метара. Како су кривине у релативно кратком кругу врло малог радијуса, клизачи у овој дисциплини морају имати одличну технику посебно у кривинама. Због брзине и кривина падови у овом спорту нису реткост, па је због тога уобичајено око стазе поставити сунђере које умањују ризик од озледе приликом судара са оградом.

## Правила такмичења
Такмичи се између 4 и 6 такмичара, и то на следећим деоницама: 500 m, 1.000 m, 1.500 m и 3.000 m. Постоји и такмичење у штафетама, у којима се по четири такмичара из једне екипе такмиче на деоници од 3.000 m (жене) односно 5.000 m (мушкарци).
Брзо клизање на кратким стазама је био демонстрациони спорт на ЗОИ 1988. а у програм игара је ушао на ЗОИ 1992. и од тада је стално у програму ЗОИ.